# Machu Picchu
Machu Picchu (ejtsd: macsu pikcsu, kecsua nyelven a. m. „Öreg csúcs”) az egykori Inka Birodalomból maradt romváros a perui Cusco megyében; izgalmas és festői fekvésű régészeti lelőhely. Az Andok hegyláncai között, egy csaknem megközelíthetetlen hegynyergen bújik meg a kis erődített város, amelyet 1450 körül Pacsakutek Jupanki inka király (1438-1471) parancsára építettek és 1570-ben hagytak el, majd kb. 400 évig „pihent”, míg 1911-ben újra fel nem fedezték (újrafelfedezőjének személye vitatott).
A város klasszikus inka építéstechnológiával épült: a tökéletesre csiszolt, hibátlanul illeszkedő vörös gránittömbökből rakott robusztus falak kötőanyag nélkül, száraz falazással épültek. A tudósok mai álláspontja szerint Machu Picchu nem volt igazi város, inkább az inka társadalom uralkodó osztályai számára épített templomokból, palotákból és obszervatóriumokból álló komplexum, ahol a Nap különleges tiszteletének nyomai is megtalálhatók. A város legszentebb pontjai az Intihuatana – „az a hely ahová kipányvázták a Napot”–, a Naptemplom és a Háromablakos templom.
Machu Picchut és természetes környezetét 1981-ben „perui történelmi szentély” címmel ruházták fel, mint különlegesen fontos kulturális értéket őrző szent területet. 1983-ban az UNESCO az Emberiség Kulturális és Természeti Örökségévé nyilvánította. 2007-ben a Világ Új Hét Csodájának egyike lett.

## Természeti környezet
A „történelmi szentély” a 32 592 hektáros, nedves hegyvidéki erdővel borított, helyi állat- és növényfajokban gazdag Ceja de Selva Természetvédelmi Terület-hez tartozik. A varázslatos természeti környezet – magas hegyek, mély kanyonok, hömpölygő folyók – már önmagában is elég volna ahhoz, hogy védelem alá helyezzék ezt a különleges tájat, ahová rengeteg turista látogat el a világ minden tájáról. A Salkantay-csúcs (6271 méter) és az Urubamba folyó közötti 20 km-en 4546 m szintkülönbség van, amely egyedülállóan gazdag növény- és állatvilágot hozott létre.
A csúcsok magassága az 5000 métert is meghaladja, a kőtiszafákból, cédrusokból, babérfákból álló növényzet jellegzetesen amazóniai. Az őserdőt sűrű, szövevényes mohával, zuzmóval, orchideákkal, broméliákkal borított fák és óriáspáfrányok jellemzik. Machu Picchu területe 300 orchideafajt rejt.
Az itt élő állatok között megtaláljuk a pápaszemes medvét (Tremarctos ornatus), a pumát (Puma concolor), viszkacsa nevű rágcsálót, szarvasfajokat (huemul szarvas, fehérfarkú szarvas és törpeszarvas, amelynek a helyi neve pudu), a vörös szirtimadarat (Rupicola peruviana) – amely a romváros szimbóluma is egyben, – a tarka vércsét (Falco sparverius) és természetesen az andoki kondort (Vultur gryphus); összesen 374 madárfajt.
A helybeliek számára a turizmus a legfontosabb bevételi forrás, ám az infrastruktúra kialakításánál a beruházók nincsenek mindig tekintettel a környezeti szempontokra, ezért a terület különösen fontos ellenőrzést igényel.

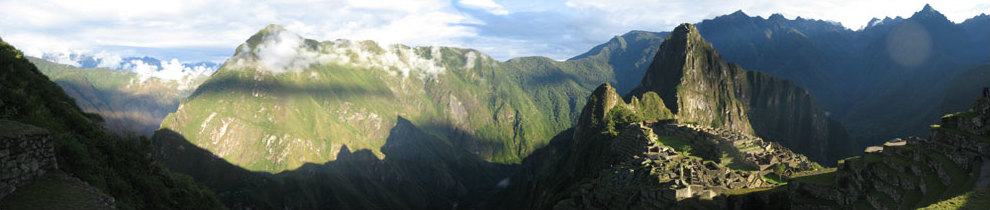
Machu Picchu természetes környezete

## Fekvése

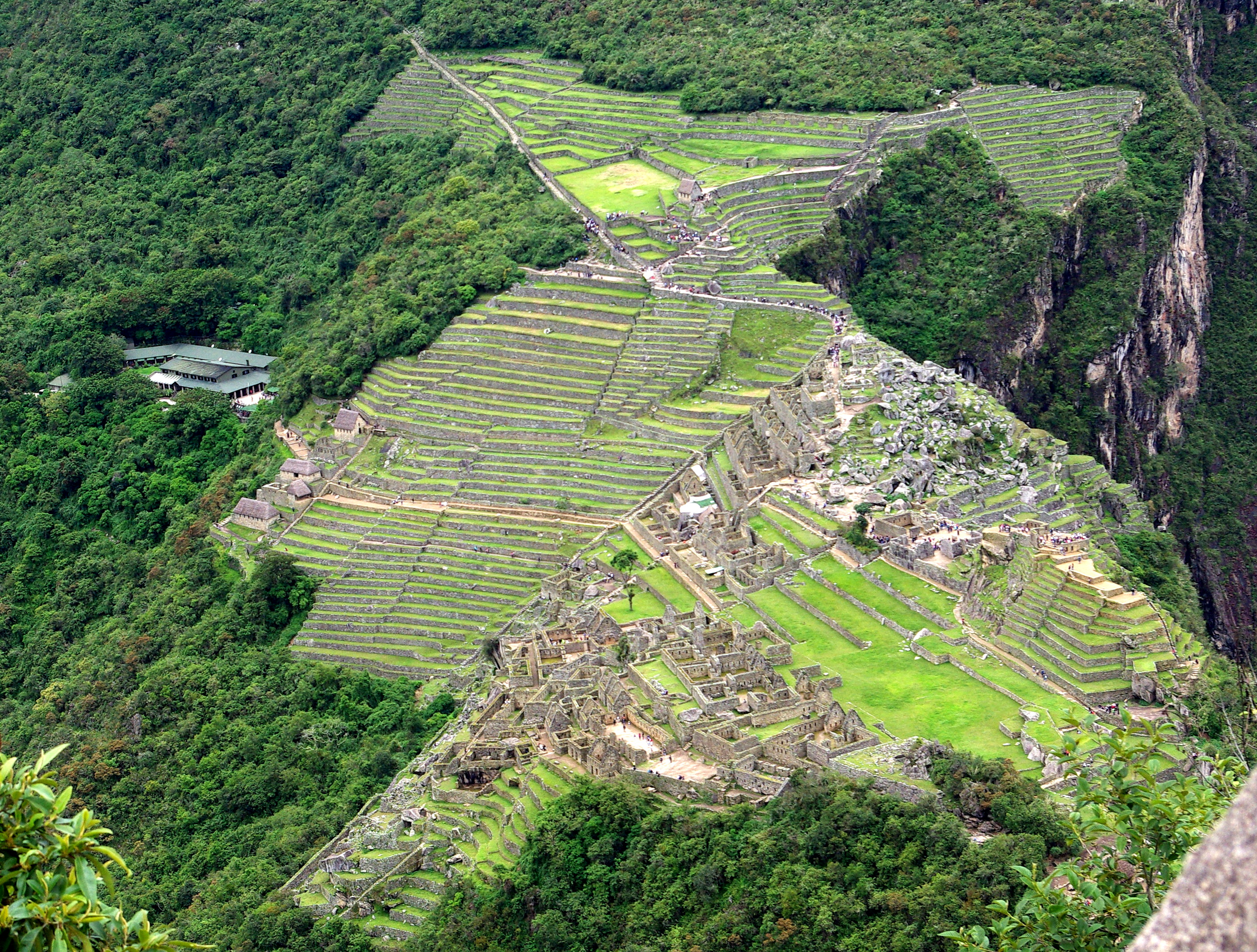
Machu Picchu fekvése – ahogyan kevesen ismerik

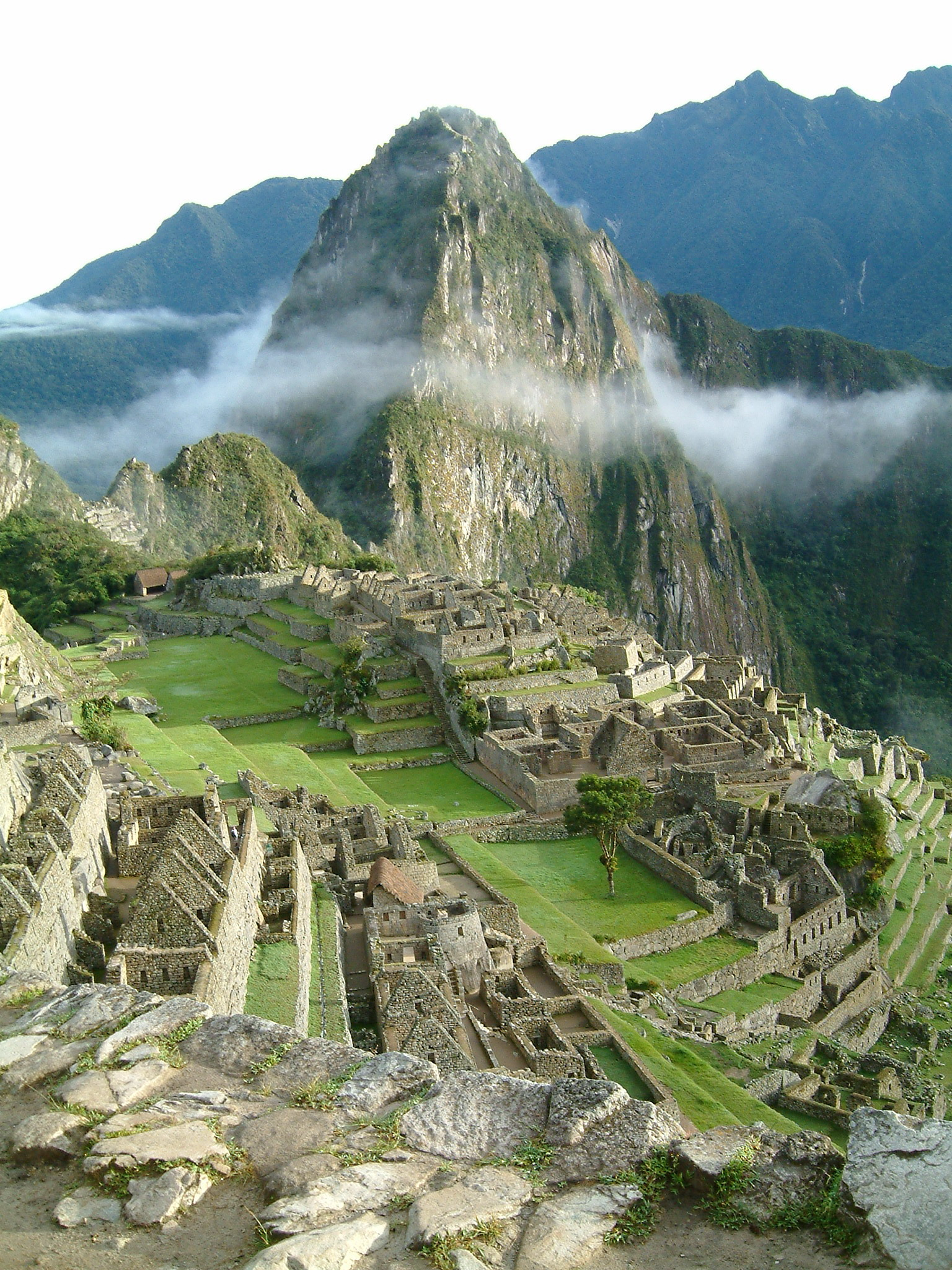
Machu Picchu hajnalban

Machu Picchu romjai Cuzcótól 112 km-re északnyugatra, az Urubamba-folyó (Wilka maio, „a Napfolyó”) völgyében, a perui Andok déli láncolatában, 2450 méteres magasságban, a Vilcabamba-Kordillera egyik meredek sziklás hegygerincén fekszenek. A város területe 13 km2. Az elszigetelt, bevehetetlen helyet két hegyes csúcs határolja.

## Felfedezése
A Yale Egyetemen dolgozó Hiram Bingham 1906 és 1915 között öt kalandos régészeti expedíciót vezetett Peruba, az utolsó inka főváros Vilcabamba felkutatására. 1911 júliusában, amikor bejárta a Cuzcótól hatnapi járásra fekvő vidéket, találkozott Melchor Arteaga indián földművessel, aki elmesélte neki, hogy van egy elhagyatott város az erdő mélyén az Urubamba völgye felső részének egyik csúcsán, és hajlandó odavezetni a tudóst. Bingham, kísérői társaságában július 24-én jutott fel erre a sűrű növényzettel benőtt hegyhátra, ahol a növények között jó állapotban megmaradt kőházakat fedezett fel. Azt hitte, megtalálta a keresett Vilcabambát, Manko Inka király utolsó menedékét, amelyet 1572-ben hódítottak meg a spanyolok.
… A folyó mintha menekülne a jeges fennsíkról, utat vájva magának a gigantikus gránitsziklák között. Az ösvényről felülmúlhatatlan szépségű táj tárult a szemünk elé… Szépsége oly sokszínű, s varázslatos volt, hogy a föld egyetlen más természeti szépségéhez nem hasonlítható. Havas csúcsok, melyek a felhők fölé emelkednek, szivárványszínű gránitsziklák, gigantikus szakadékok, melyek sok ezer méter mélységben szakadnak a habzó-zuhogó, dübörgő folyó medrébe, ugyanakkor a legcsodálatosabb színekben játszó orchideák, buján zöldellő fák és bokrok, a pompázatos növényvilág elhaló harmóniája, s az őserdő misztikus boszorkánykonyhája. Valóban szentélynek való hely!
Hiram Bingham
A következő évben a National Geographic Society anyagi támogatásának köszönhetően visszatért, és kiszabadította a várost a növényzet szorításából. Napvilágra kerültek az épületek, terek, lépcsők, mesterséges teraszok.
1914 és 1915 között ismét visszatért, és folytatta a város feltárását. Az amerikai régész és tudós társai a terület térképészeti és építészeti dokumentálása mellett 173 sír, 555 kerámia, 220 darab bronz és réz eszköz (karkötő, füldísz, dísztű, kés, fejsze stb) feltárását végezték el.
A feltárt sírok közül 150-ben női csontváz volt; ez arra utalt, hogy valamilyen fontos szerepet töltöttek be a város életében – valószínűleg a napszüzek (ajilla) voltak. Az ásatás másik furcsasága az volt, hogy csak bronzból, rézből, kőből és fából készült tárgyak kerültek elő; egyetlen arany- vagy ezüsttárgyat sem találtak, pedig tudjuk, hogy ezek nagy számban fordultak elő az inkáknál.
Bingham – a Peruban 1908 és 1912 között kormányzó – Augusto B. Leguía y Salcedo elnöktől engedélyt kapott arra, hogy a Machu Picchun talált leleteket az Egyesült Államokba szállítsa. A megállapodás tárgyát képező műkincsek sorsa néhány éve újra vitat tárgyát képezi. Úgy tűnt, hogy 2007 szeptemberében a perui kormány és a Yale Egyetem közös megállapodása alapján a Binhgam-gyűjtemény 4000 darabja: az ásatások során feltárt csontvázak, múmiák, kerámiaedények, használati- és dísztárgyak visszakerülhetnek Peruba; de végül nem sikerült végleges formába önteni a visszaszolgáltatásról szóló egyezményt.
Bingham haláláig fenntartotta Vilcabambáról alkotott nézeteit pedig itt valójában egy olyan városra talált, amelyet a spanyolok soha nem ismertek, és amely elnéptelenedése után még évszázadokig fennmaradt. A városnak a legközelebbi hegycsúcs nevét adták, így lett Machu Picchu.
1915-től Bingham rendszeresen publikálta felfedezéseit, de csak 1948-ban tért vissza, hogy felavassa a nevét viselő – a folyótól a romokig vezető – országutat.

### A felfedezés előzményei
Bár a város újra felfedezésének hivatalos dátuma az amerikai történész és régész Bingham nevéhez kötődik, mégsem ő volt az első kutató, illetve kalandor, aki Machu Picchu romjaihoz följutott. A város neve és elhelyezkedése több korábbi dokumentumban, illetve térképen is megjelenik. John Rowe amerikai régész a Picho (Picchu) nevére bukkant egy 1568-as, gyarmatosítás korabeli spanyol dokumentumban. Későbbi dokumentumok szerint Picchu környéki indiánok kokalevéllel adóztak.
1776-ban és 1782-ben a város neve újra felbukkant. A Jose Uriel Garcia történészprofesszor által megtalált 1782-es dokumentum, egy 20 oldalas kézzel írott protokoll – egy tulajdonlevél, amely bizonyítja, hogy Machu Picchut és a körötte fekvő földeket Marcos Antonio de la Camara y Escuerdo parancsnok 450 pezóért megvásárolta. Érdekes, hogy protokollban a város Machu Picchu néven szerepel.
1865-ben a város neve megjelent Antonio Raimondi olasz felfedező térképén, de ő maga személyesen nem jutott el oda. Feltételezetten e térkép segítette 1867-ben Augusto Berns német üzletembert a város megtalálásában, aki több forrás szerint aranybányászat céljából céget alapított, és ennek jogcímén kifosztotta a romvárost. Talán ez ad magyarázatot az arany- és ezüsttárgyak teljes hiányára.
Állítólag 1904-ben egy Franklin nevű mérnök is megtalálta a várost. Az ő leírása nyomán 1906-ban Thomas Payne, a területen szolgáló angol misszionárius és egyik rendtársa, Stuart E. McNairn is eljutott a romokhoz.
A Cuzcóban kutatásokat végző Simone Waisbard állítása szerint pedig Enrique Palma, Gabino Sánchez és Agustín Lizárraga nevéhez fűződik a város felfedezése, akik a „July 14, 1902.” dátumot a Háromablakos templom egyik falába vésték. A dátumot Hiram Bingham is megtalálta és jegyzeteiben a következőket írta: „Agustín Lizárraga a felfedezője Machu Picchunak…”

## Leírása

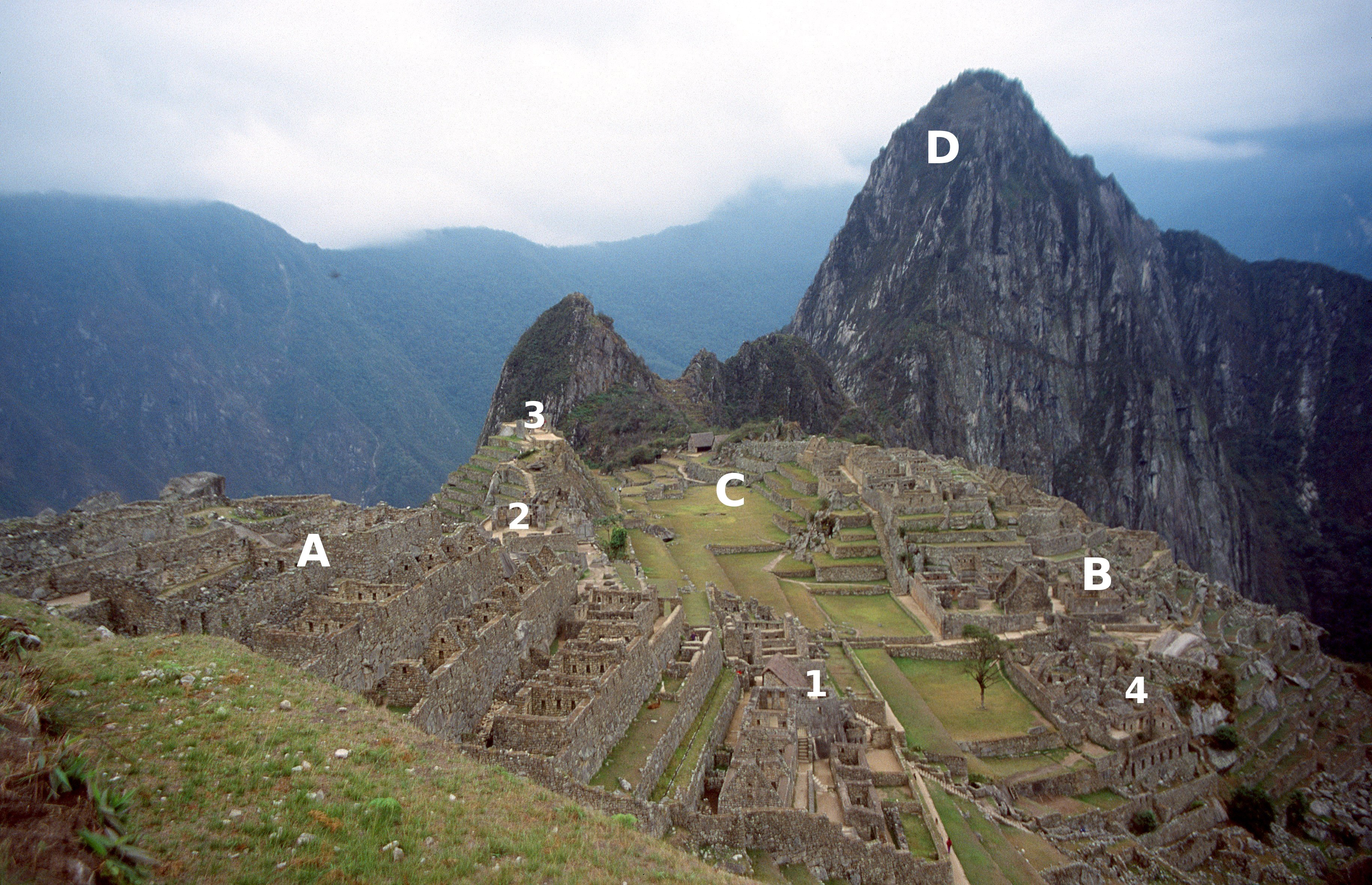
A – Szent kerület
1 – Torreón – a Naptemplom
2 – Szent tér
3 – Intihuatana
B – Lakónegyed
4 – A Kondor temploma és a börtön
C – Főtér
D – Huayna Picchu

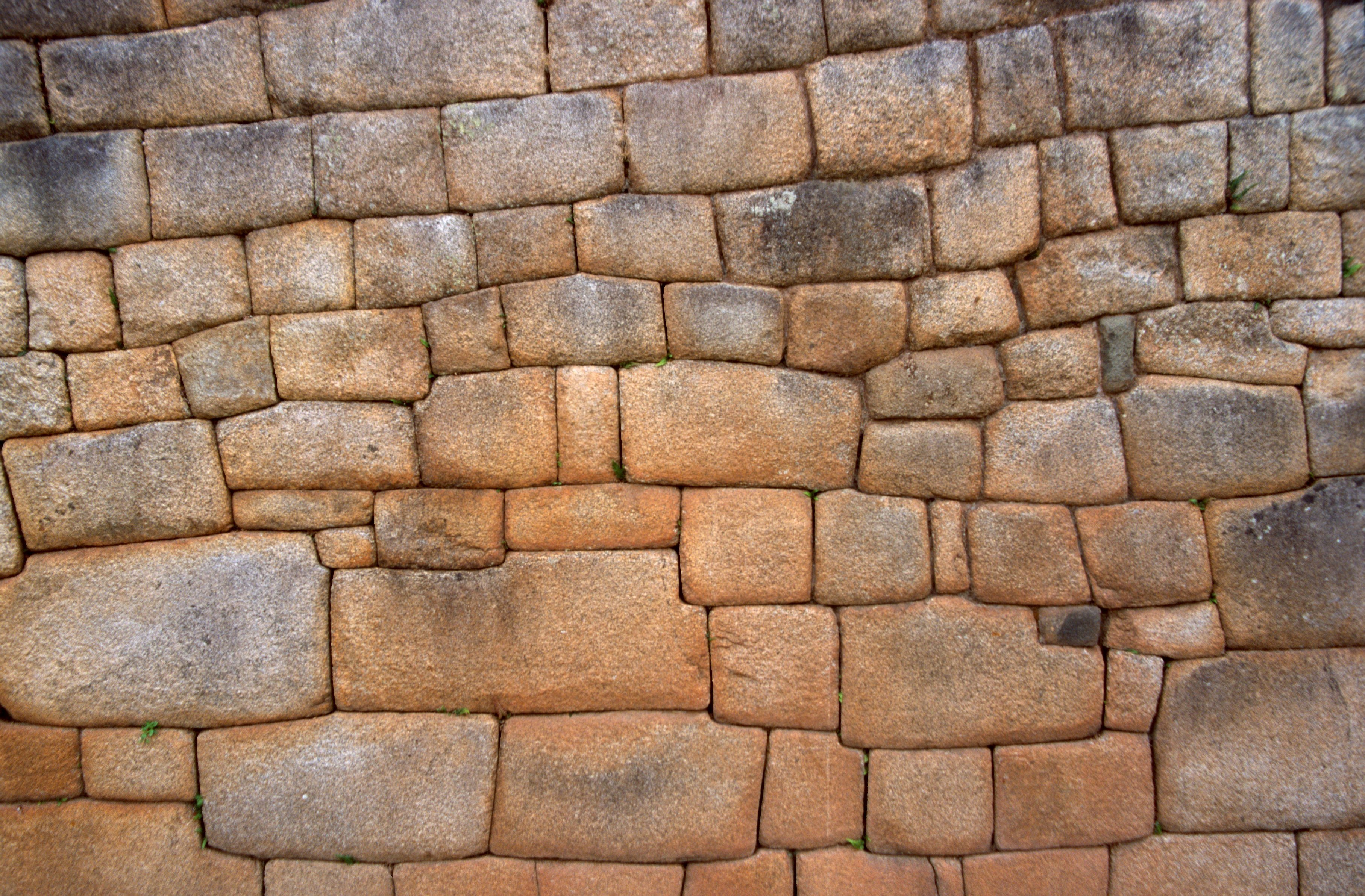
Mesterien összeillesztett kövek

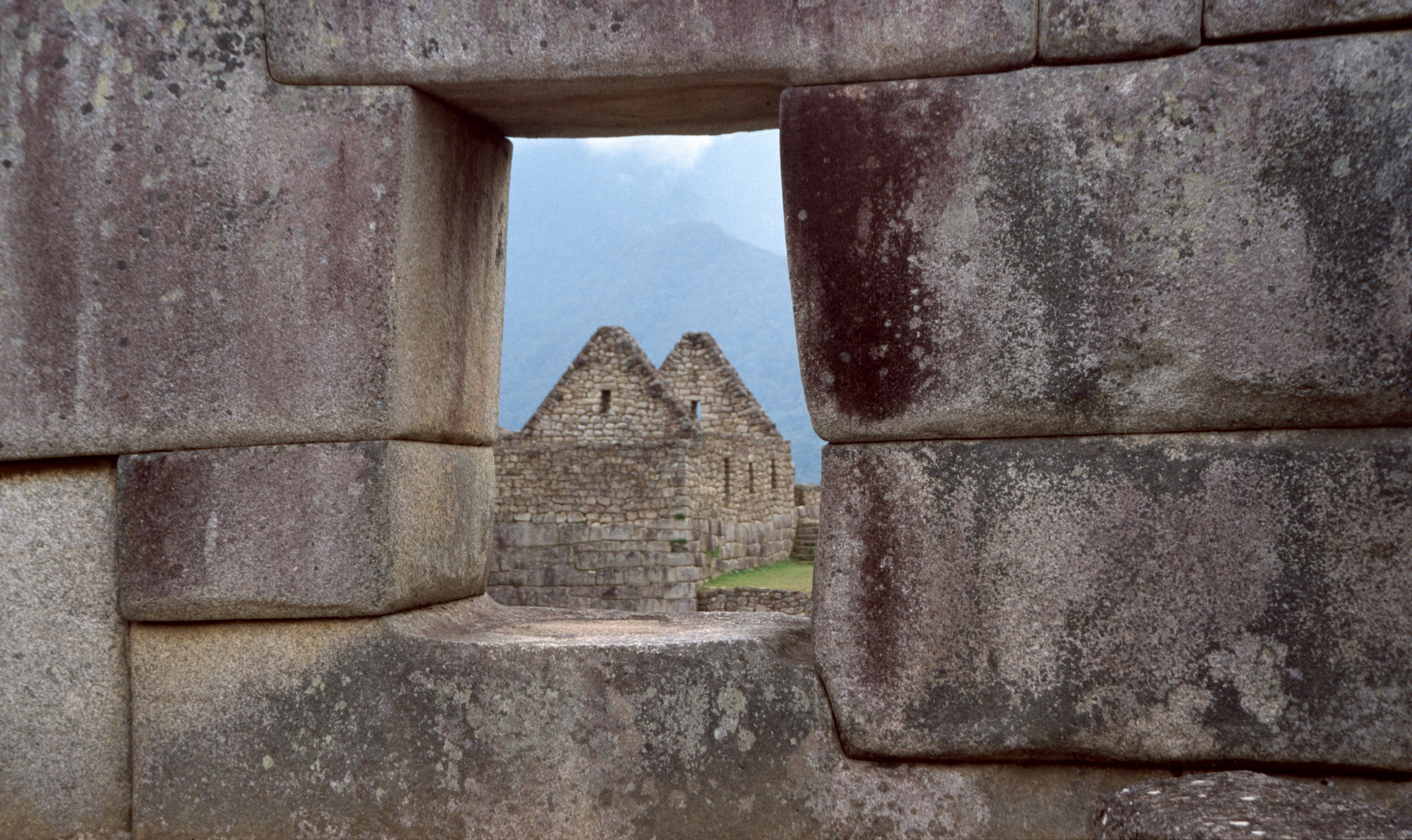
Kitekintés a Háromablakos templomból

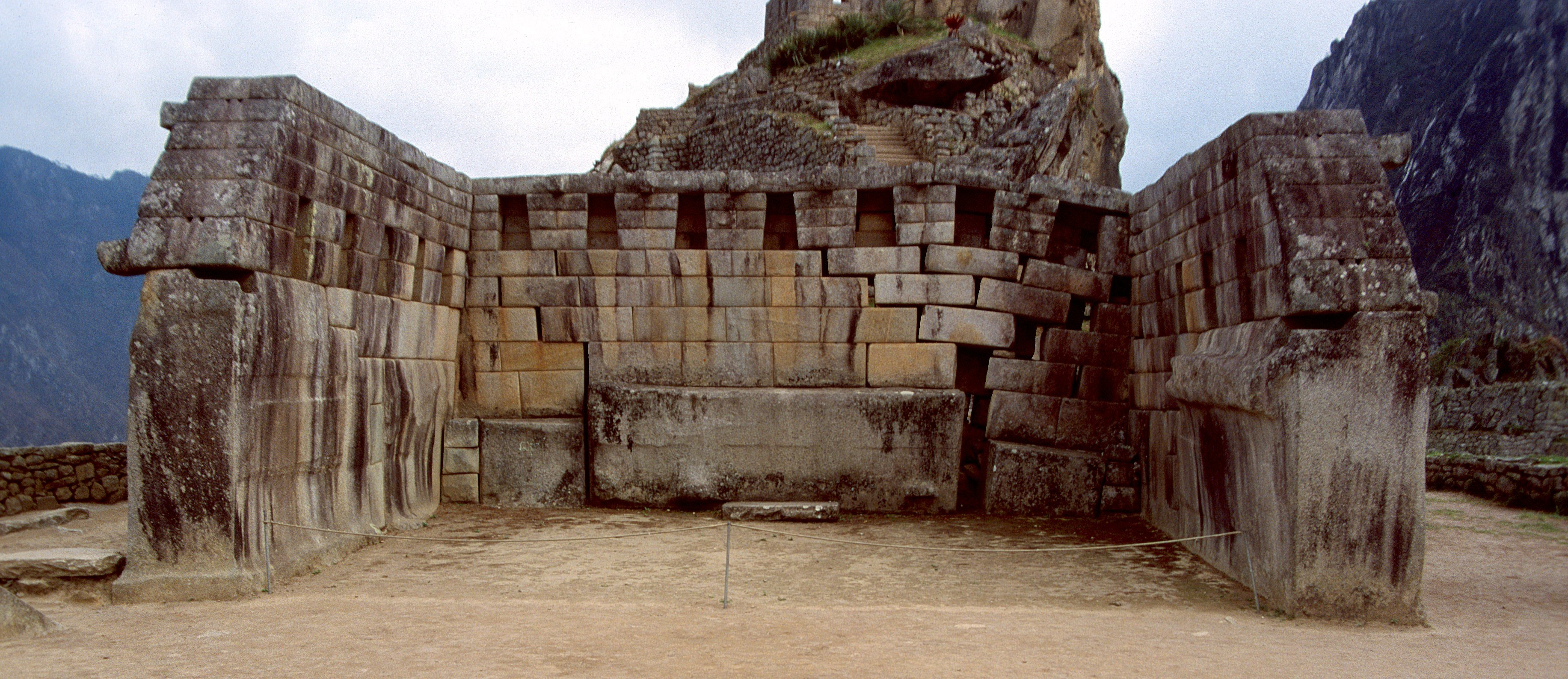
A Főtemplom és a Szent tér

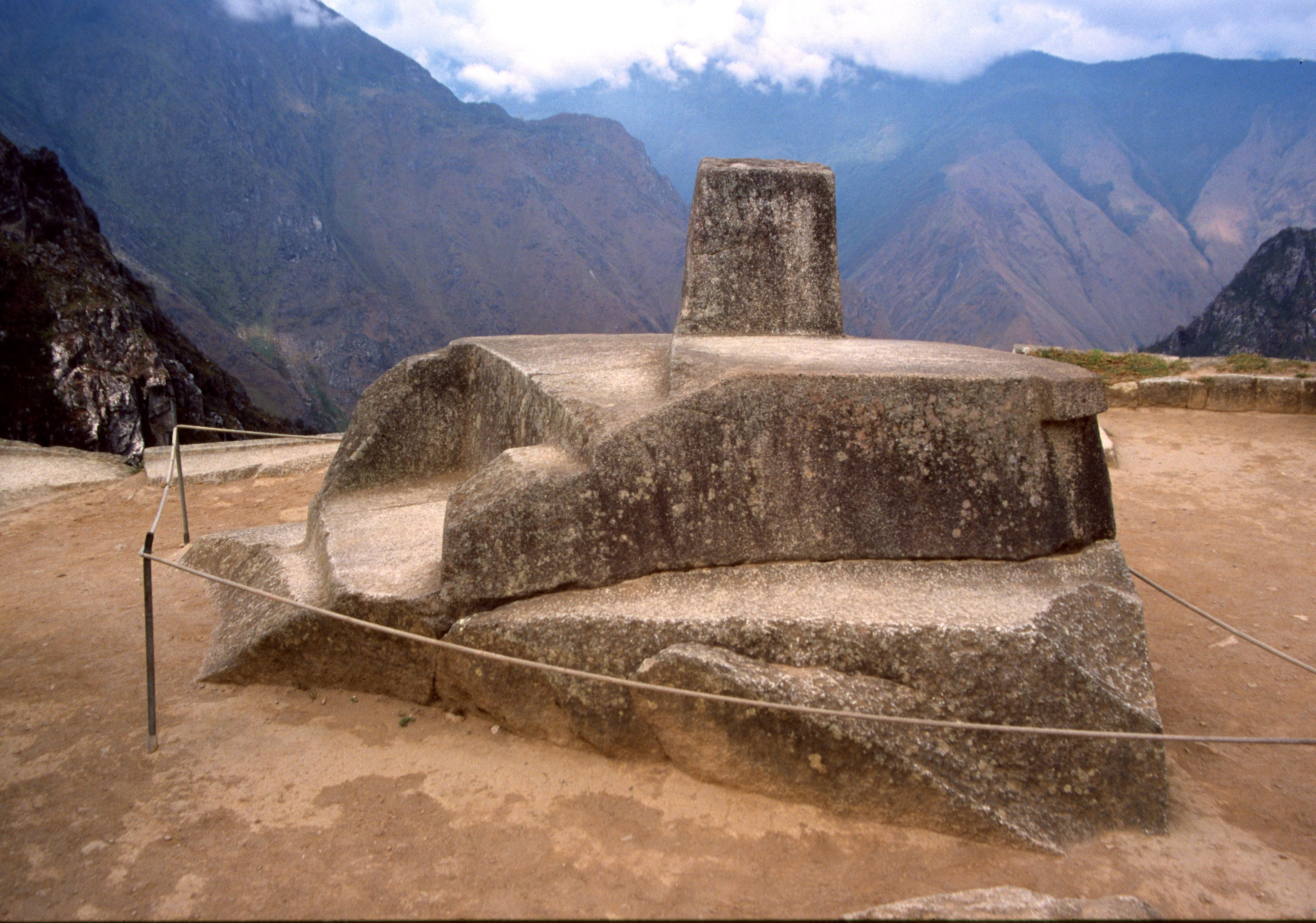
Intihuatana – a Nap tartóoszlopa

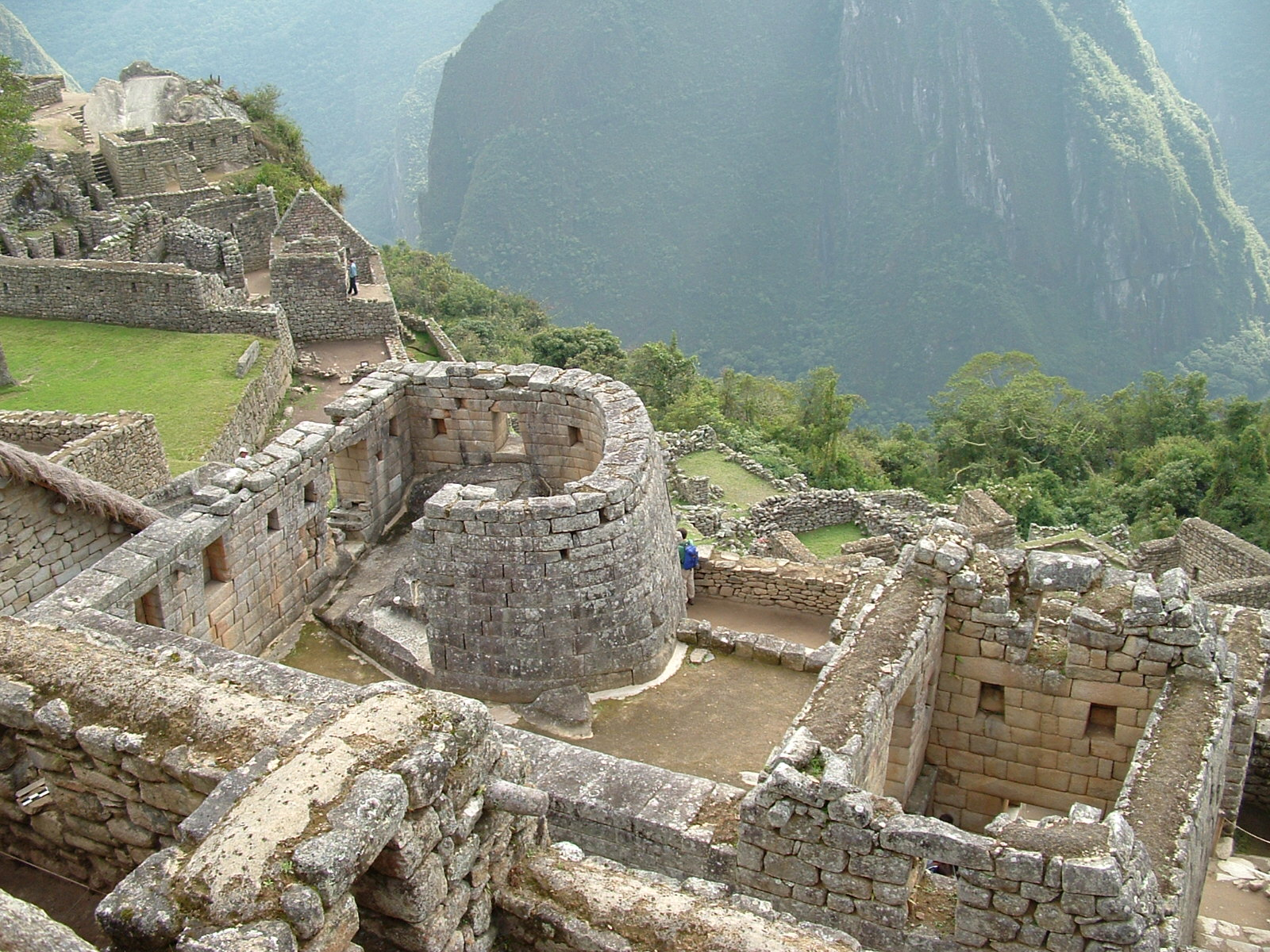
A Naptemplom

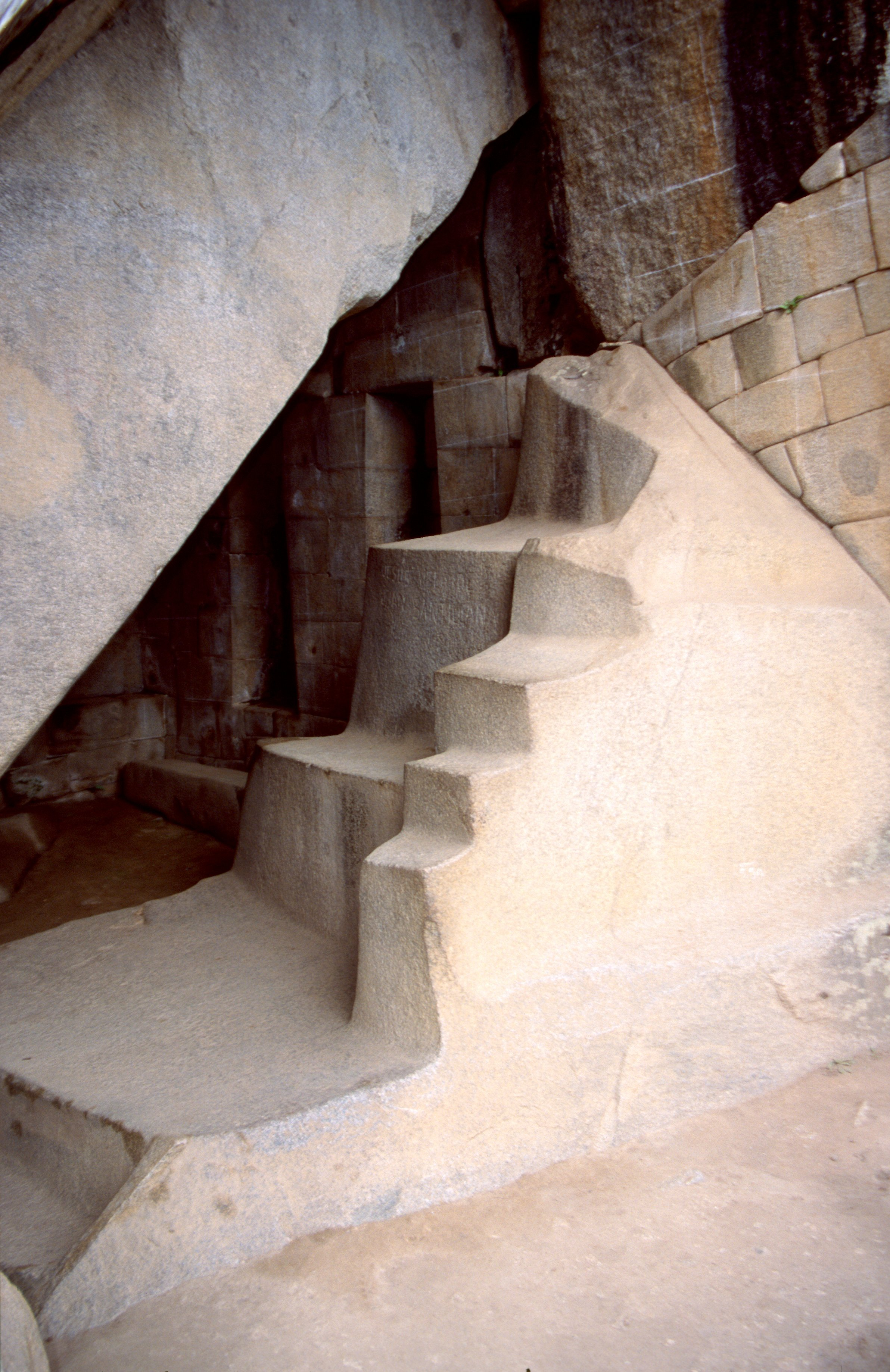
A Királyi sír

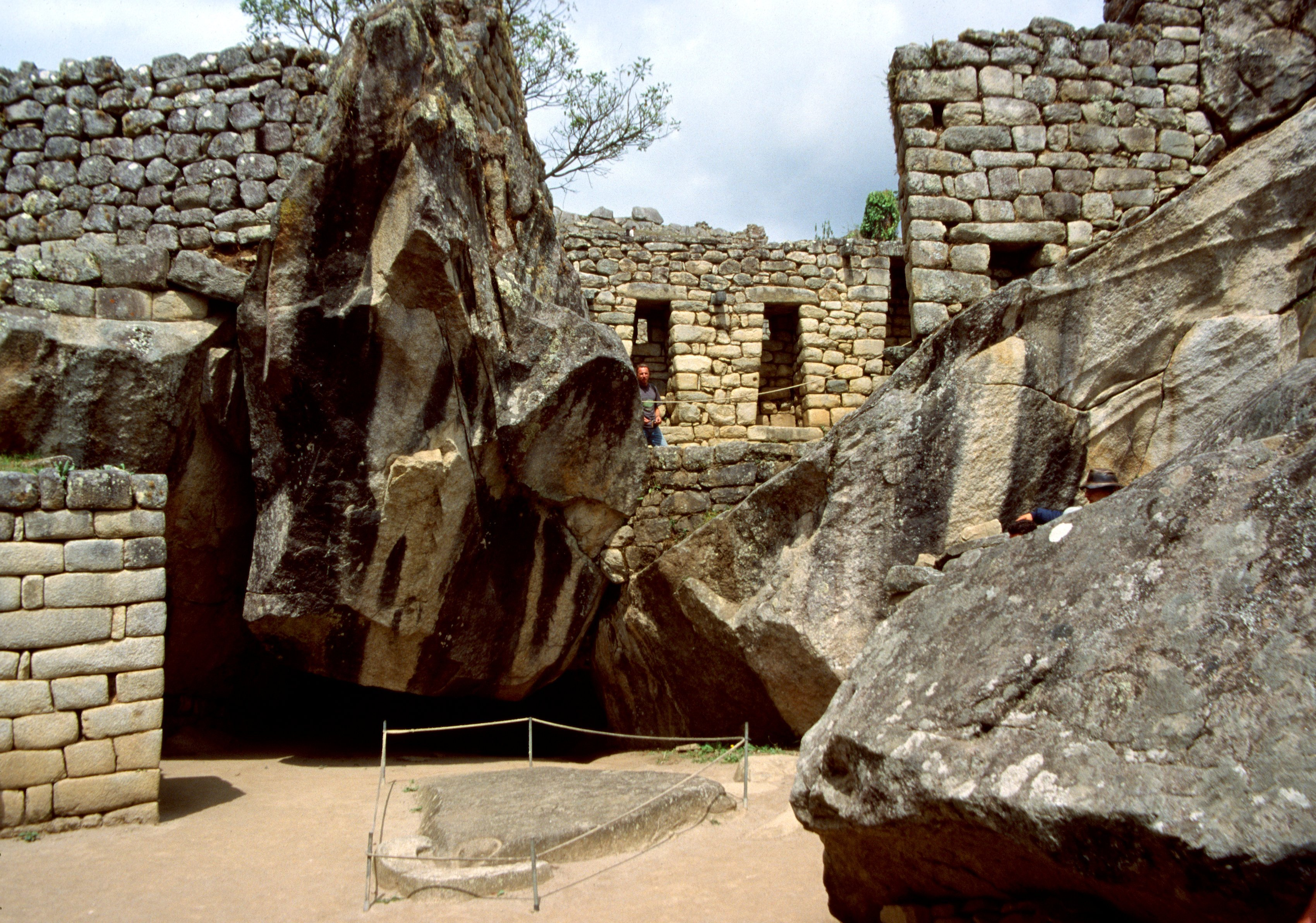
A Kondor temploma

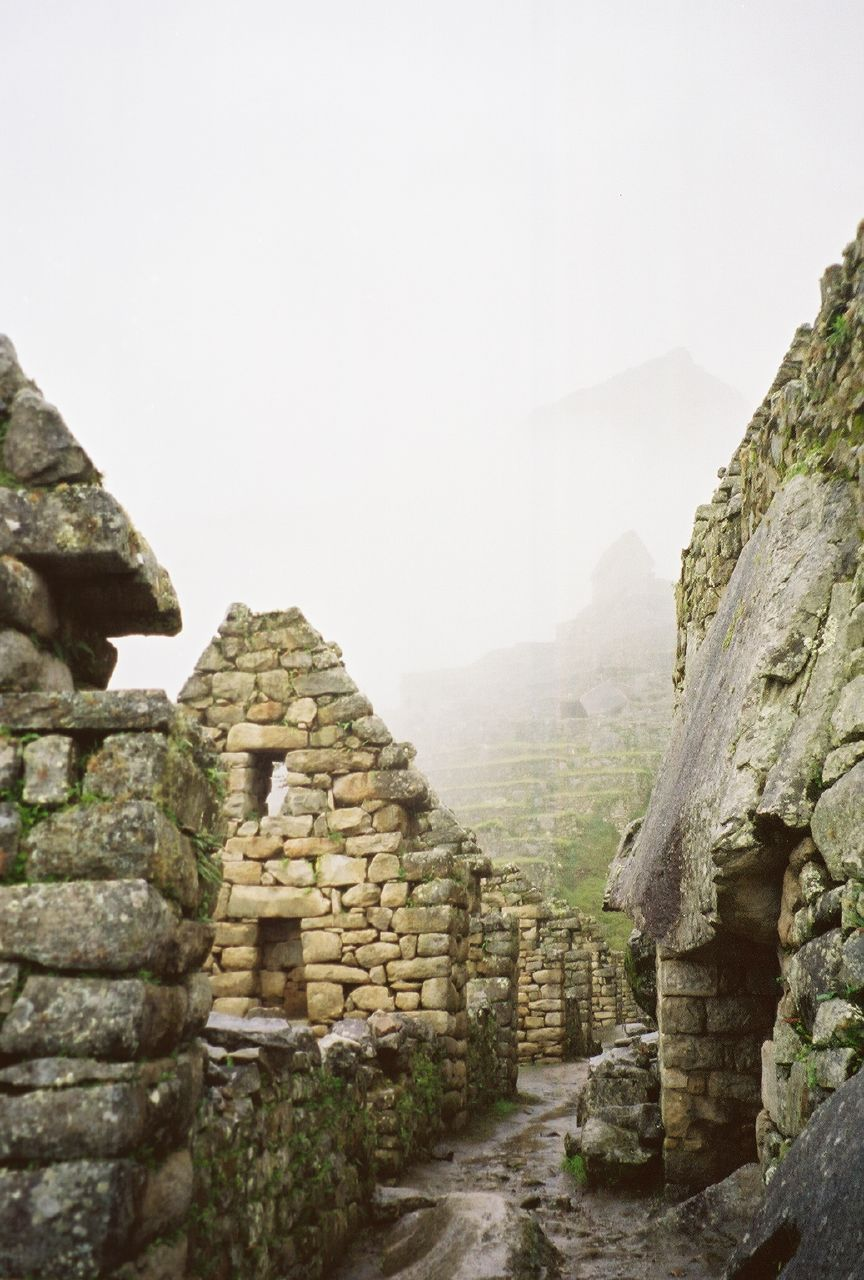
Lakónegyed

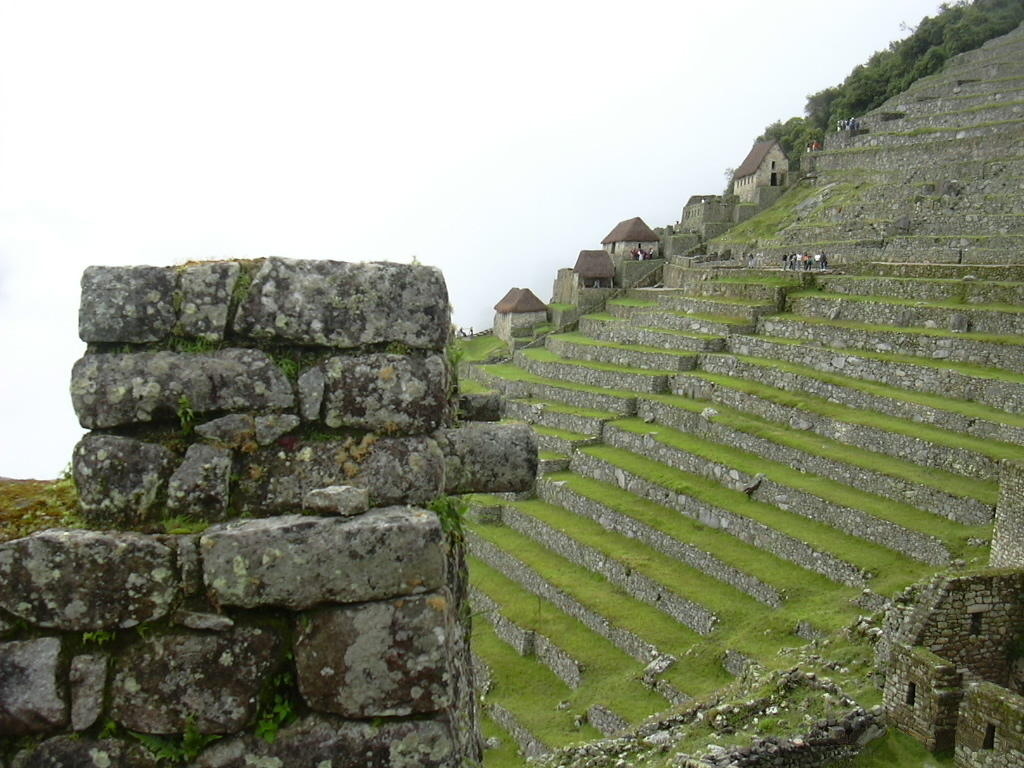
A teraszok

Machu Picchu egy kövezett út mentén terült el, amely részét képezte annak a 40 ezer kilométeres hálózatnak, amely átszelte az egész hatalmas Inka Birodalmat, a hegyektől a tengerpartig. A „naputak” (nan cuna) általában 4-6 méter szélesek voltak, és két oldalukon fal húzódott, ám Machu Picchu esetében szándékosan nehezen járható nyomvonalat jelöltek ki, amelynek több pontjáról is félelmetes szakadék tárul az ember szeme elé. A sziklafalakba rögzített kőlapokból álló úton csak libasorban lehetett járni. A településhez felvezető, utolsó szakasz előtt egy függőhídon kellett áthaladni; ez egyértelműen jelzi, hogy a városlakók számára a biztonság elsődleges szempont volt. Erre utal a „Katonai bástya” vagy „Laktanya”, amely a város bejáratánál, délkeleten, egy 150 fokos hosszú lépcsősor tetején áll. A négyszögletes építménynek öt trapéz alakú ablaka és sok belső fülkéje volt.
Machu Picchu délkeleti szektora körül 5 méter magas, 1 méter széles kőfal húzódik. A falból nyíló, hatalmas kőtömbökből és egy nagy (egyetlen tömbből faragott) architrávból álló kapun keresztül lehetett bejutni a városba, a mezőgazdasági célokra használt teraszok között. A kaput csapok, fatörzsek és reteszek segítségével csak belülről lehetett zárni, illetve nyitni. A várost azonban nem a fal védte, hanem maga a természet: a folyóvölgy felé karéjként három 700 méteres szakadék, a negyediken egy magasba szökő hegycsúcs alkotta a valódi védelmet.
A város építőanyagául szolgáló vörös gránitot, az innen 1 kilométerre fekvővő kőfejtőben bányászták, ott is munkálták meg. Fahengerek és szittyóból (juncus) font kötelek segítségével szállították a helyszínre, és emelőkkel rakták a helyükre. Egyes tömbök több tonnát nyomnak, de olyan tökéletesen csiszolták le őket, hogy az összeillesztésnél nem volt szükség kötőanyagra. A falfelületeken szabálytalan (ciklop-) kötéshálózat alakult ki, a tömbök ritmusa, a kőosztás ad némi változatosságot, ez jelenti a díszítőelemet.
Az inka társadalom magas szervezettségű és hierarchikus felépítésű volt. Machu Picchu tükrözte ezt, a nemesek, papok és átlagemberek a város különböző területein éltek, ismerték saját jogaikat, kiváltságaikat és kötelességeiket. A város három részből áll: a felső városrészben – a Szent kerület-ben – voltak a templomok és a királyi rezidencia; az alsó városrész középpontja a Főtér volt, az ünnepségek és vásárok színtere. A Lakónegyed-ben a nagy teret övező teraszokon álltak az előkelőek lakóházai és hivatalai, valamint a nyugati és déli oldalon voltak a parasztok és kézművesek nyerskő házai, a raktárak, a műhelyek, a temető és a földművelésre használt teraszok.

### A felső városrész
A városkaputól síkban haladó, kövezett út vezet a terményraktárakhoz, és két templomhoz. A fehér andezitből épült nagyon finom kidolgozású „Háromablakos templom” elnevezésű épület keleti oldalán három trapéz alakú nyílás van, ahonnan csodálatos kilátás nyílik a hegyláncra. Az épület funkcióját nem ismerjük; talán a király ideiglenes rezidenciája lehetett.
A négyszögletes alaprajzú „Főtemplom”-nak nincs meg a bejárati fala. Az épület belsejében egy paralelepipedon alakú, 4 méter magas kőoltár áll. Mellette két kisebb szögletes kőtömb látható, fölöttük hét fülke sorakozik.
A „Szent tér”-nek nevezett tisztásról 60 lépcsőfok vezet fel a fellegvár legmagasabb és legszentebb pontjához, az Intihuatanához (Intiwatana), ahhoz a helyhez, ahová a téli napforduló napján ünnepélyes szertartás kíséretében szimbolikusan kipányvázták a Napot, hogy biztosítsák az égitest visszatérését. A hegycsúcson álló gránitsziklát folytonos faragással és csiszolással oltárrá alakítottak. Az oltár talapzatán 36 cm magas, keskeny oszlopféleség áll, amelyet napóraként használtak: árnyéka segítségével határozták meg az évszakokat, a hónapokat és az órákat.
A Főtér közelében két fontos épület áll. A Naptemplom félkör alaprajzú, kétszintes torony, közepén egyetlen kőtömbből álló oltárral. Az oltár tetején van egy mélyedés, amelyet a nyári napforduló felkelő napja világít meg. Feltételezetten ezen a helyen is csillagászati megfigyelések és rituális áldozatok zajlottak.
A templom tövében van a Királyi sírnak nevezett barlang nyílása. Az üreg falait gondosan megmunkált kőlapok borítják; belsejében egy trón vagy oltár áll, amelyre rituális ajándékokat helyeztek.
A közeli, hegyes csúcson a Huayna Picchun („fiatal csúcs”) – ahová az Urubamba folyó fölött vezető 600 fokból álló, szédítő lépcsőn lehet feljutni – szintén van néhány épület. Ezek funkcióját nem ismerjük, esetleg katonai őrhelyek lehettek. Itt található a természetes üregbe vájt Holdtemplom, amelyben egy oltár és több fülke volt.

### Az alsó városrész

#### Liturgikus kutak és templomok
A Naptemplom közelében lévő csatornából 16 egymás mellett álló „liturgikus” kútba folyik át a víz. A kutak mellett található az a sziklakiszögellés, amelyre a Kondor temploma épült. A templom az épület alakjáról és a nagy szent madár fejét ábrázoló szoborról kapta a nevét.
A lakónegyed Szent kerület felé eső részén áll a Főpap háza, amelynek falába egy rendkívüli gondossággal faragott kőtömböt illesztettek: ez az ún. „32 sarkú kő”; valószínűleg itt laktak a Nap papnői, a napszüzek. Mellette áll egy rituális célokat szolgáló fürdőház és még egy épület, amelyről azt feltételezik, hogy börtön lehetett.

#### Lakóházak
A lakónegyedben négyszögletes alaprajzú kőházak álltak; a kőtömbök közti réseket finom törmelékkel (pachillas) töltötték ki. A házakat magas, fából és nádból készült vázszerkezetű, szalmával fedett nyeregtető borította (a kecsua népek még ma is ezt a technikát használják). A 100 házból álló, 1000 ember által lakott települést mindenfelé meredek, gyakran a sziklába vágott lépcsők hálózták be; a lépcsőfokok száma elérte a 3200-at. A víz a sziklába vájt csatornákon jutott el a városba. A temető a Temetési várban kapott helyet; előtte állt a Sírok őrének háza, amelyben egy különleges asztal van – talán ezen terítették ki a holttesteket. Az épületek, a város több száz éves elhagyatottsága alatt tetejüket kivéve mind épségben fennmaradtak.

#### Teraszok
A 2000 méteres magasságban fekvő sziklás teraszokat (andenes) durván megmunkált kövekből rakott falak támasztották meg. A kb. 300 terasz altalaját kavics- és agyagrétegekkel alakították ki, amelyre az emberek a hátukon termékeny termőföldet hordtak fel a folyóból. Gigászi erőfeszítéssel kényszerítették termésre a sziklás hegyoldalt. Kukoricát (ebből készült a csicsa nevű alkoholos ital), burgonyát és édesburgonyát, gyógynövényeket és virágokat termesztettek. Kapásművelést alkalmaztak. Eszközük a chaquitaclla egyben eke, kapa és csákány is volt. Lámát, alpakát és vikunyát tenyésztettek. A földek tulajdonosa az Inka volt, az emberek haszonbérbe kapták a területeket: a termés egy részét beszolgáltatták, a fennmaradó részből élt a család. Ez teraszos földművelés volt.

## A város-szentély
Machu Picchu tervezése és építése, a paloták, templomok, lakóházak, lépcsők, vízcsatornák, kutak és mezőgazdasági teraszok többszintes együttesével mestermunkának tekinthető. A város valódi funkciója azonban ismeretlen.
A királyi utak mentén sok olyan település volt, ahonnan a birodalomhoz tartozó területeket irányították és igazgatták. Ezek teljeskörű autonómiát élveztek; állandó lakóik hivatalnokok, papok, napszüzek, kézművesek és parasztok voltak. Talán Machu Picchut is ilyen célból alapították, de különleges fekvése miatt alkalmas volt csillagászati megfigyelések elvégzésére is, a csodálatos természeti környezet pedig privilegizált hellyé tette, ahol a szakrális funkció került előtérbe. Az inkák hittek abban, hogy a legszebb természeti tájaknak (waka) természetfeletti erejük van – és Machu Picchu az ég és a föld ideális találkozási pontjának számított.
Hiram Bingham egyik feltételezése szerint az erődített kisváros az inka uralkodók szülőhelye lehetett – ez magyarázatot adna a napszüzek (illetve a nők) magas létszámára.
Az újabb kutatások tisztázták, hogy a várost Pacsakutek Jupanki inka király (1438-1471) parancsára építették 1450 körül, és az sem zárható ki, hogy az uralkodó itt töltötte a nyarakat, mivel birodalma fővárosában, Cuzcóban melegebb volt a klíma. E szerint Machu Picchu királyi és udvari nyaralóhely lehetett, ettől a funkciótól pedig elválaszthatatlanok a vallási szertartások és a csillagászati megfigyelések.
Vannak feltételezések, amelyek szerint a komplexumhoz tartozó teraszok valamiféle korai agrobiológiai kísérletek színhelyei is lehettek.

### Feltételezések az elnéptelenedésről
Cuzcót 1533-ban foglalták el a spanyolok Francisco Pizarro vezetésével, az utolsó fővárost, Vilcabambát pedig 1572-ben vették be. Ez jelentette az Inka Birodalom végét. Valószínű, hogy Machu Picchu elnéptelenedése e két évszám közé esik; bár erre semmi bizonyíték nincs.
Arra sincs magyarázat, hogy miért hagyták el a lakók Machu Picchut. A külső támadás hipotézisét a szakértők elvetették, mert nincsenek rombolásra, erőszakra utaló nyomok. Két további lehetséges ok van, amit még ma is vizsgálnak.
Az első elmélet szerint himlőjárvány törhetett ki, amely megtizedelte a népességet, a túlélőket pedig menekülésre késztette. Uajna Kapak inka király (1493-1525) – a városépítő Pacsakutek unokája – feltehetőleg himlőben hunyt el, és más nyomok is arra utalnak, hogy az 1525-ös év tragikus lehetett az andesi népek számára, mivel ekkor terjedtek el az európaiak által behurcolt betegségek, amelyek ellen nem tudtak védekezni. Ennek igazolására, vagy elvetésére fontos lenne megtudni, hogy miben halt meg az a 160 ember, akiknek a maradványait a város temetőjében megtalálták; de egyelőre ilyen jellegű vizsgálatokat nem végeztek.
A második elmélet szerint megsértették az egyik napszüzet, s ez a tett borzalmas büntetést vont maga után. Garcilaso de la Vega, aki egy inka királynő és egy spanyol nemes fia volt, leírta, hogy az ajillák elleni erőszakot hogyan torolták meg: halál várt az elkövetőre, családtagjaira és szomszédaira, sőt néha az egész közösségre, mert a meggyalázott helyen nem lakhattak többé, még az állatok sem tehették be oda a lábukat. Ezt a szörnyű eredményt azonban csak a város lerombolásával érhették volna el, márpedig erre nem került sor.

## Idegenforgalom
Machu Picchu a legfontosabb idegenforgalmi látnivaló Peruban. Naponta 2200 látogatót fogad, akik vagy helikopterjáratokkal, vagy az úgynevezett "inka úton" négynapi gyaloglással vagy vasútvonalon közelíthetik meg a helyet. 2010 februárjában a heves esőzések miatt, amik elmosták az odavezető utakat, a repülőjáratokat leállították, az inka utat pedig lezárták, aminek következtében mintegy 3500 turista rekedt a romvárosban. Őket légihíd segítségével menekítették ki.

## Film
A Paramount Pictures stúdió készítette Az inkák titka (1954) című filmet, amelyet Cuzcóban és Machu Picchuban forgattak. Ötszáz helyi lakos statisztált a filmben, amelyben a főszereplő kalandor Harry Steele szerepében Charlton Heston, illetve Kori-Tica szerepében az ismert perui opera-énekesnő, Yma Sumac látható. A film hatására 1954-ben a turisták szinte megrohamozták a várost.